# Franjo Karlo Austrijski
Nadvojvoda Franjo Karlo Josip Austrijski (17. prosinca 1802. – 8. ožujka 1878.) bio je otac dvojice careva (Franje Josipa Austrijskoga i Maksimilijana Meksičkoga), djed nadvojvode Franje Ferdinanda čiji je ubojstvo označilo početak Prvoga svjetskog rata, te pradjed posljednjega habsburškog cara, Karla.

## Životopis

### Mladost i ženidba
Rođen je u Beču, kao treći sin cara Franje II. iz njegova drugog braka s princezom Marijom Terezijom Burbonskom, kćeri kralja Ferdinanda I. od Obiju Sicilija i nadvojvotkinje Marije Karoline Austrijske. Oženio se 4. studenoga 1824., princezom Sofijom Bavarskom, iz obitelji Wittelsbach, kćeri kralja Maksimilijana I. Bavarskoga i njegove druge žene princeze Karoline Badenske (Sofijina polusestra, Princeza Karolina Augusta Bavarska bila je u to vrijeme maćeha Franje Karla, udavši se za njegova triput obudovjeloga oca, 1816.). Wittelsbachovci su se pomirili s nedopadljivim manirima njezina muža, uzevši u obzir nesposobnost njegova starijeg brata, Ferdinanda, i Sofijinim izgledima da postane austrijskom caricom.
Franjo Karlo je bio neambiciozan i općenito neučinkovit, iako je sa svojim ujakom, nadvojvodom Lujem bio članom vijeća (Geheime Staatskonferenz), koji je nakon smrti cara Franje II. upravljalo Carstvom, umjesto njegova mentalno bolesnoga brata Ferdinanda, od 1835. do 1848. Odluke su u stvarnosti donosili državni ministar, knez Klemens Metternich i njegov suparnik, grof Franz Anton von Kolowrat-Liebsteinsky. Njegova je supruga Sofija već bila odustala od svojih ambicija, kada je nagovarala Franju Karla da se odrekne svojih prava na prijestolje, u vrijeme abdikacije njegova brata, 2. prosinca 1848., otvarajući put prema prijestolju njihovu najstarijem sinu, Franji Josipu, 

### Smrt i pokop
Nadvojvoda Franjo Karlo umro je u Beču, 1878., šest godina nakon smrti svoje žene. Pokopan je u Carskoj kripti Kapucinske crkve u Beču. Bio je posljednji Habsburgovac čija je utroba sahranjena u Vojvodskoj kripti bečke katedrale sv. Stjepana, i čije je srce pohranjeno u Vojvodskoj kripti Augustinijanske crkve u Beču, prema stoljetnom obiteljskom običaju.

## Potomstvo
| Ime                               | Datum rođenja       | Datum smrti         | Bilješke |
| --------------------------------- | ------------------- | ------------------- | --- |
| Supruga: Princeza Sofija Bavarska | 27.siječnja 1805.   | 28. svibnja 1872.   | Vjenčala se s Franjom Karlom 4. studenog u Augustinijanskoj crkvi u Beču.                                                                                               |
| Franjo Josip                      | 18. kolovoza 1830.  | 21. studenoga 1916. | Austrijski car; oženio svoju prvu rodicu princezu Elizabetu Bavarsku, te imao potomstvo.                                                                                |
| Maksimilijan                      | 6. srpnja 1832.     | 19. lipnja 1867.    | proglašen meksičkim carem; pogubljen strijeljanjem; oženio princezu Karlotu Belgijsku, nije imao potomstva.                                                             |
| Karlo Ludovik                     | 30. srpnja 1833.    | 19. svibnja 1896.   | Oženio 1) svoju prvu rodicu princezu Margeretu Sasku 2) princezu Mariju Anuncijatu od Bourbon-Obiju Sicilija i 3) infantu Mariju Terezu Portugalsku, te imao potomstvo. |
| Marija Ana                        | 27. listopada 1835. | 5. veljače 1840.    | umrla u djetinjstvu, bez potomstva. |
| mrtvorođeni sin                   | 24. listopada 1840. | 24. listopada 1840. | |
| Ludovik Viktor                    | 15. svibnja 1842.   | 18. siječnja 1919.  | Umro neoženjen, bez potomstva. |

## Vanjske poveznice
Wikimedia Commons